# Via Arpi
Via Arpi è il cuore storico della città di Foggia.

## Storia
Il nome la via lo deve all'antica città di Arpi fondata da Diomede, l'eroe omerico sbarcato in Capitanata. Arpi sorgeva qualche chilometro ad est dell'attuale città di Foggia (nella zona dove oggi sorge Arpinova). Arpi fu al centro della seconda guerra punica, come descritto da Tito Livio; infatti, riconquistata, fu fedele a Roma.
Visse, all'indomani del sorgere dei regni barbarici, un periodo di crisi e gli abitanti si videro costretti ad abbandonare il sito. Alcuni si trasferirono sui monti circostanti, mentre altri affluirono al piccolo agglomerato urbano, crocevia di pellegrinaggi, che in seguito sarebbe diventata l'attuale Foggia.
Una leggenda urbana narra che a trasferirsi sui monti sia stata la parte nobile della popolazione di Arpi, mentre la parte più umile si sia spostata a Foggia. Da questo deriverebbe quindi l'antica rivalità fra il capoluogo e le città della provincia.
Durante il periodo della pastorizia, invece, quando con le proprie greggi gli abruzzesi svernavano in Capitanata attraverso questa porta accedevano in città mediante un pedaggio, il pagamento di una tassa. Immediatamente fuori ad essa invece si era soliti riempire delle fosse (foveae, da qui "fovea" indirizzo etimologico che porterebbe alla radice Foggia) con i grani raccolti ed abbondantissimi. Luogo poi passato alla storia della città come Piano delle Fosse. Alcune di loro sono visibili ancora oggi a testimonianza dell'intensa attività commerciale svolta in passato.
Nel Medioevo attorno a quest'area l'imperatore Federico II costruì il suo Palatium, il palazzo dove egli stesso amava soggiornare spesso. La cinta muraria che chiudeva la città fu abbattuta dallo stesso Federico e subì il definitivo scacco con il terremoto del 1731. Nonostante ciò moltissimi resti testimoniano il passaggio del suo casato, come ad esempio gli ipogei ed i cunicula che sotto la superficie sembrano essere stati voluti per passare agevolmente, e non visti, da una parte all'altra dell'abitato. Oggi rimane Porta Arpi, la porta principale, alla quale all'inizio del Novecento furono affiancati due ingressi minori. La Porta infatti è oggi nota come "Tre Archi". 
La zona, comunque presenta trame fitte di vicoli caratteristici e chiese storiche, oltre che la casa natale di Umberto Giordano. La vocazione alla musica della Via e della città è testimoniato ancora oggi dal Conservatorio sito nel vecchio portale del palazzo federiciano. Oltre a ciò visibili e storiche la casa dove soggiornò il patriota Giuseppe Ricciardi e vari palazzi di antiche famiglie nobiliari. Prossima alla importante via anche la Taverna del Gufo un'antichissima osteria dove i pellegrini di passaggio sostavano per rinfrancarsi dal viaggio, specie per salire a Monte Sant'Angelo, al Santuario di San Michele Arcangelo per poi partire per la Terrasanta. Qui negli anni sessanta esplose Renzo Arbore ed il suo clarinetto con serate che videro protagonisti anche Pippo Baudo ed il jet set dello spettacolo italiano.
Attualmente la via è al centro di una discussione serrata tra i cittadini della città, soprattutto dai commercianti della zona, a causa della chiusura al traffico della stessa.